# Maurice Piette
Louis Eugène Maurice Piette (* 16. Mai 1871 in Vervins, Aisne; † 5. Juli 1953) war ein französischer Politiker.
Er war von 1918 bis 1919 Präfekt des Départements Meuse.
Vom 1. Oktober 1923 bis 15. Januar 1932 war er Staatsminister des Fürstentums Monaco.